# ガンディ・ブッシュ
ガンディ・ブッシュ（Gundula "Gundi" Busch、1935年4月29日 - 2014年1月31日）は、ドイツ（西ドイツ）出身のフィギュアスケート選手。1954年世界フィギュアスケート選手権女子シングルチャンピオン。

## 経歴
- 1935年4月29日、イタリア、ミラノで生まれる。
- 1952年、オスロオリンピック 8位。
- 1954年、ヨーロッパフィギュアスケート選手権 優勝。
- 1954年、世界フィギュアスケート選手権 優勝。
- 1997年までスウェーデンでフィギュアスケートのコーチを務める。
- 2014年1月31日、ストックホルムで死去。

## 主な戦績
| 大会/年        | 1950-51 | 1951-52 | 1952-53 | 1953-54 |
| -------------- | ------- | ------- | ------- | ------- |
| オリンピック   |         | 8       |         |         |
| 世界選手権     | 10      | 6       | 2       | 1       |
| 欧州選手権     | 6       | 7       | 2       | 1       |
| 西ドイツ選手権 | 3       |         | 1       | 1       |